# بيت أبو غانم (أرحب)

تعديل مصدري - تعديل

بيت أبو غانم هي إحدى قرى عزلة عيال عبد الله بمديرية أرحب التابعة لمحافظة صنعاء، بلغ تعداد سكانها 390 نسمة حسب تعداد اليمن لعام 2004.